# Sázava (district d'Ústí nad Orlicí)
Pour les articles homonymes, voir Sázava (homonymie).
Sázava (en allemand : Zohsee) est une commune du district d'Ústí nad Orlicí, dans la région de Pardubice, en République tchèque. Sa population s'élevait à 564 habitants en 2024.

## Géographie
Sázava se trouve à 3 km à l'est du centre de Lanškroun, à 19 km à l'est-sud-est d'Ústí nad Orlicí, à 64 km à l'est-sud-est de Pardubice et à 159 km à l'est de Prague.
La commune est limitée par Albrechtice au nord et à l'est, par Lubník et Žichlínek au sud, et par Lanškroun à l'ouest.

## Histoire
La première mention écrite de la localité date de 1304.

## Transports
Par la route, Sázava trouve à 2,5 km de Lanškroun, à 21 km d'Ústí nad Orlicí, à 80 km de Pardubice et à 195 km de Prague. 